# Tāzehābād-e Golāneh
Tāzehābād-e Golāneh (persiska: تازِهابادِ گَلانِه, Tāzehābād-e Galāneh, Tzejābād-e Golāneh, Tāzehābād, تازِه آباد, تازه آباد گلانه, تزج آباد گلانه) är en ort i Iran.   Den ligger i provinsen Kurdistan, i den nordvästra delen av landet, 400 km väster om huvudstaden Teheran. Tāzehābād-e Golāneh ligger 2 052 meter över havet och antalet invånare är 276.
Terrängen runt Tāzehābād-e Golāneh är kuperad åt nordväst, men åt sydost är den platt. Runt Tāzehābād-e Golāneh är det ganska glesbefolkat, med 28 invånare per kvadratkilometer. Närmaste större samhälle är Golāneh, 5,4 km norr om Tāzehābād-e Golāneh. Trakten runt Tāzehābād-e Golāneh består i huvudsak av gräsmarker.